# Richard von Geldern-Crispendorf
Richard Hermann von Geldern-Crispendorf (* 16. Januar 1831 in Crispendorf; † 6. September 1912 in Gera) war ein deutscher Verwaltungsjurist und Landtagspräsident.

## Familie
Geldern-Crispendorf war der Sohn des Regierungsrates, Konsistorialadvokaten und Rittergutsbesitzers August von Geldern-Crispendorf (1791–1835) und dessen Ehefrau Charlotte, geborene Dittmar. Der Vater war Besitzer des Ritterguts Crispendorf. Er wurde am 28. März 1846 als von Geldern-Crispendorf in den reußischen Adel aufgenommen. Der Verwaltungsjurist und Landtagsabgeordneter Bruno von Geldern-Crispendorf (1827–1894) war sein Bruder. Seine Schwester Marie heiratete den späteren Landtagsabgeordneten Theodor von Dietel. Die Landtagsabgeordneten Max von Geldern-Crispendorf (1854–1938) und Arthur von Geldern-Crispendorf (1871–1962) waren Neffen.
Geldern-Crispendorf war evangelisch-lutherischer Konfession und heiratete am 13. Juni 1859 in Greiz Caecilie (1840–1900), die Tochter des Kommerzienrats Anton Merz. Auch Caecilies Bruder Anton Merz wurde Landtagsabgeordneter. Aus der Ehe gingen drei Kinder hervor:
- Olga (1864–1940) ⚭ 30. Januar 1886 fürstlich reußischen Hofkammerpräsidenten a. D. und Landtagsabgeordneten Oskar von Cornberg
- Georg (* 1870), Rittmeister
- Margarethe (* 1876) ⚭ 25. September 1897 fürstlich reußischen Amtsrichter und Hauptmann der Reserve Bernhard von Uslar-Gleichen

## Leben
Geldern-Crispendorf erhielt zunächst Unterricht durch Hauslehrer und besuchte 1845/50 das Rutheneum in Schleiz. Von 1850 bis 1853 studierte er Rechts- und Kameralwissenschaften in Leipzig. Am 30. Dezember 1853 wurde er Akzess bei den Justizämtern Ober- und Untergreiz. Ab März 1855 arbeitete er in der Regierungs- und Konsistorialkanzlei in Gera und zum 29. März 1857 wurde er Hilfsarbeiter in der fürstlichen Regierung und dem Konsistorium mit dem Titel Regierungssekretär. Später wurde er Mitarbeiter der fürstlichen Kammer und des Geheimen Kabinetts. 1867 erhielt er den Titel eines Kabinettsrats und wurde zum 1. Oktober 1868 zum Leiter der fürstlichen Kammer und des Geheimen Kabinetts befördert. 1872 erhielt er den Titel eines geheimen Kabinettsrats, am 1. Oktober 1875 eines Kammerdirektors und 1878 eines Kammerpräsidenten. Anlässlich seines 25-jährigen Dienstjubiläums wurde er zum wirklichen Geheimrat mit Prädikat Exzellenz ernannt. 1903 gab er altersbedingt die Leitung der Kammer ab, blieb aber bis zu seinem Tode Leiter des Geheimen Kabinetts.
1865 wurde er zum zweiten Direktor der Greiz-Brunner Eisenbahn-Gesellschaft gewählt.
Von 1867 bis 1902 war er Abgeordneter im Greizer Landtag. Er war von 1900 bis 1901 stellvertretender Landtagsvorsitzender und von 1882 bis 1902 Landtagspräsident. Ab 1894 war er dort auch Alterspräsident.

## Auszeichnungen
- Fürstliches Ehrenkreuz I. Klasse
- Lippischer Hausorden I. Klasse, 1872
- Komturkreuz I. Klasse des Hausordens vom Weißen Falken, 1903
- Großkreuz des Albrechts-Ordens
- Reußisches Ehrenkreuz I. Klasse mit Krone, 1909
- Reußische Silberne Hochzeitsmedaille, 1909
- Kronen-Orden IV. Klasse